# Kurtis Blow
Kurtis Blow, (nascido Curtis Walker a 9 de Agosto de 1959 em Harlem, Nova York), é um dos mais influêntes rappers e um dos primeiros artistas de hip hop. O sucesso "The Breaks" (de 1979) é um dos primeiros "clássicos" deste gênero (a música é basicamente uma cativante batida disco' com rima rap). Blow foi influenciado pelo disc-jóquei DJ Hollywood (criador do termo hip-hop). Bob Dylan fez uma participação no álbum "Kingdom Blow" de Kurtis Blow, lançado em 1986. Blow começou sua carreira em Nova Iorque em meados da década de 1970, como dançarino de break, até iniciar trabalho como DJ e rapper. Ele foi o primeiro a gravar um álbum inteiro de rap em 1980, o álbum Kurtis Blow, que inclui as faixas The Breaks e Throughout The Years". Ele ainda apareceu em dois filmes: Krush Groove e The Show.
Em 2005, sua música "Basketball" (do álbum Ego Trip) foi usada em alguns comerciais durante partidas da NBA, a liga de basquetebol dos Estados Unidos. Em 2007 Blow entra para a Hip Hop Church, tornando-se pastor, ao lado de outros rappers como Run (do Run-D.M.C.).

## Discografia

### Álbuns
- Kurtis Blow (1980, Mercury)
- Deuce (1981, Mercury)
- Tough (1982, Mercury)
- The Best Rapper on the Scene (1983, Mercury)
- Ego Trip (1984, Mercury)
- America (1985, Mercury)
- Kingdom Blow (1986, Mercury)
- Back by Popular Demand (1988, Mercury)

### Outros álbuns
- Kurtis Blow Presents: Hip Hop Ministry (2007, EMI Gospel)
- Just Do It (2008, Krush Groove/Trinity/B4 Ent.) (com The Trinity)
- Father, Son, and Holy Ghost (2009, Krush Groove/Trinity/B4 Ent.) (com The Trinity)
- 30th Anniversary of The Breaks CD (2010, Krush Records)

### Álbuns de compilação
- The Breaks (1986, Polygram)
- The Best of Kurtis Blow (1994, Mercury)
- Best of... Rappin' (2002, Spectrum Music)
- 20th Century Masters - The Millennium Collection: The Best of Kurtis Blow (2003, Mercury)

### Singles e EPs
- "Christmas Rappin'" (1979, Mercury MDS-4009)
- "The Breaks" (1980, Mercury MDS 4010)
- Tough EP (1982, Mercury)
- "Party Time?" (1983, Mercury)
- "Nervous" (1983, Mercury)
- "Ego Trip" (1984, Mercury)
- "Basketball" (1984, Mercury)
- "The Bronx" (1986, Mercury)
- "Back by Popular Demand" (1988, Mercury)
- "Chillin' at the Spot" (1994, Public Attack)